# بازی منصفانه (فیلم ۲۰۱۰)
بازی منصفانه (به انگلیسی: Fair Game) عنوان فیلمی دلهره‌آور به کارگردانی داگ لیمان و با بازی نائومی واتس و شان پن، که دومین همکاری آن‌ها پس از فیلم ۲۱ گرم می‌باشد. این فیلم براساس داستانی با نام والری پلیم که خاطرات پلیم را بازگو می‌کند، ساخته شده‌است. نائومی واتس بازیگر نقش والری پلیم و شان پن نقش همسر پلیم، جوزف سی ویلسون را برعهده دارد. این فیلم برای اکران در جشنواره فیلم کن سال ۲۰۱۰ زمانبندی شده بود.

## داستان
والری به همراه شوهرش، جو ویلسن و دو فرزندش، در آمریکا زندگی می‌کنند. او مأمور مخفی سازمان جاسوسی آمریکا بوده و مأموریت یافته تا بر روی سلاح‌های اتمی در خاورمیانه تحقیق کند، اما به‌طور ناگهانی از سمت خود برکنار می‌شود.